# Bivacco Paolo Greselin
Il Bivacco Paolo Greselin  è un bivacco, cioè un piccolo rifugio non gestito, situato nel comune di Cimolais (nella Provincia di Pordenone), a 1920 m s.l.m nelle Prealpi Carniche in particolare a nord-est della cima del Monte Duranno in località Cadin dei Frati, vicino al confine tra Veneto e Friuli.

## Storia
Il bivacco è stato costruito nel 1958 ed è gestito dalla sezione di Padova del Club Alpino Italiano. La struttura attuale sostituisce un precedente edificio in muratura che venne però abbattuto da una valanga nel 1975. Il bivacco è stato intitolato a Paolo Greselin, un alpinista padovano.

## Caratteristiche e informazioni

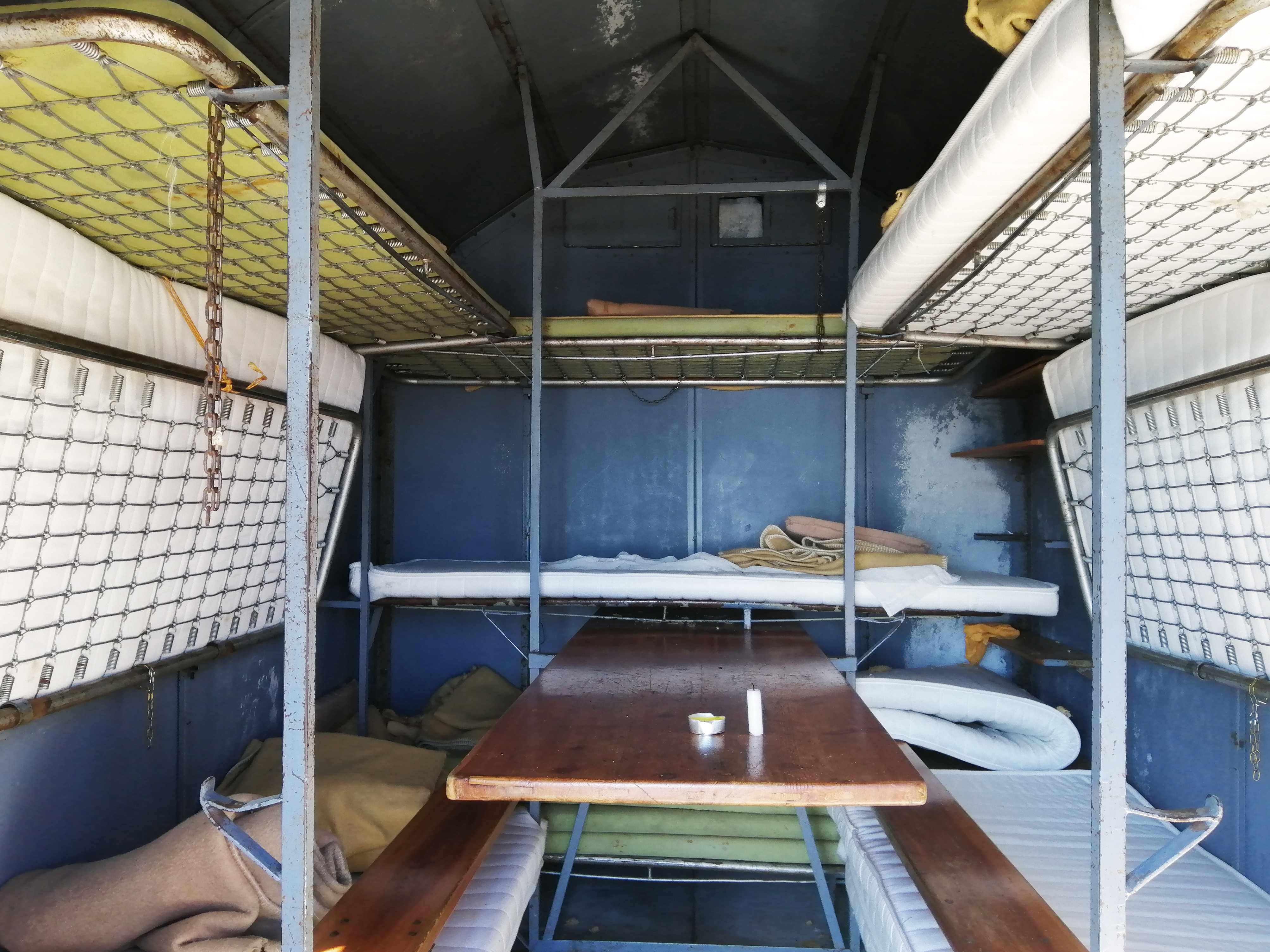
L'interno del bivacco

Il bivacco si trova ad un'altitudine di 1920 m s.l.m ed è costituito da una struttura metallica prefabbricata, il modello Fondazione Antonio Berti. Il rifugio è dotato di nove posti letto ma è sprovvisto di acqua corrente. Nei pressi del bivacco però, a circa 50 metri verso valle, si trova una sorgente d'acqua.

## Accessi
Si può arrivare al bivacco da Cimolais passando per la Val Cimoliana fino a località Ponte Compol e poi seguendo il segnavia 358.

## Ascensioni
Dal bivacco vi sono diverse mete raggiungibili a piedi, alcune di queste sono:
- Cima dei Preti
- Monte Duranno